# Llista de roques sedimentàries
En aquesta llista de roques sedimentàries s'enumeren alfabèticament un total de 109 roques sedimentàries, entre les quals n'hi ha tant de detrítiques com de químiques, orgàniques, carbonàtiques o combustibles com ara el carbó. També hi consten alguns sediments formadors de roques sedimentàries, com ara les graves o els llims. A cada nom de roca s'afegeix una descripció sintètica, així com una imatge, diagrames (en alguns casos) i els minerals que la formen.
Per a fer la llista de roques s'han agafat les diferents llistes relacionades amb les roques sedimentàries de Mindat i s'han filtrat les roques llistades allà tenint en compte la presència de les diferents roques en classificacions genèriques o concretes i en la seva acceptació en la classificació de les roques sedimentàries. El filtre s'ha dut a terme a partir de les roques que apareixien en les principals classificacions de roques sedimentàries: la classificació d'Udden-Wentworth per a roques i sediments detrítics; la classificació de Dunham per a roques carbonatades; les roques que apareixen en els diagrames de Folk i Pettijohn per a roques detrítiques; i la classificació dels wackes i les evaporites, entre d'altres. També s'inclouen alguns termes històrics per a anomenar certes roques, així com els principals termes emprats en estratigrafia per a anomenar roques. S'hi poden trobar també les roques piroclàstiques, ja que aquestes es poden classificar tant com a roques volcàniques (es formen per un refredament ràpid de fragments de lava expulsats en ambients volcànics) o com a roques sedimentàries (es dipositen per gravetat i posteriorment es consoliden).
Els diagrames utilitzats són bàsicament la classificació de les roques piroclàstiques (blau cel), el diagrama de Pettijohn et al., 1997 (en verd) i el diagrama dels wackes (també de Pettijohn, en taronja); vegeu-ne alguns exemples:

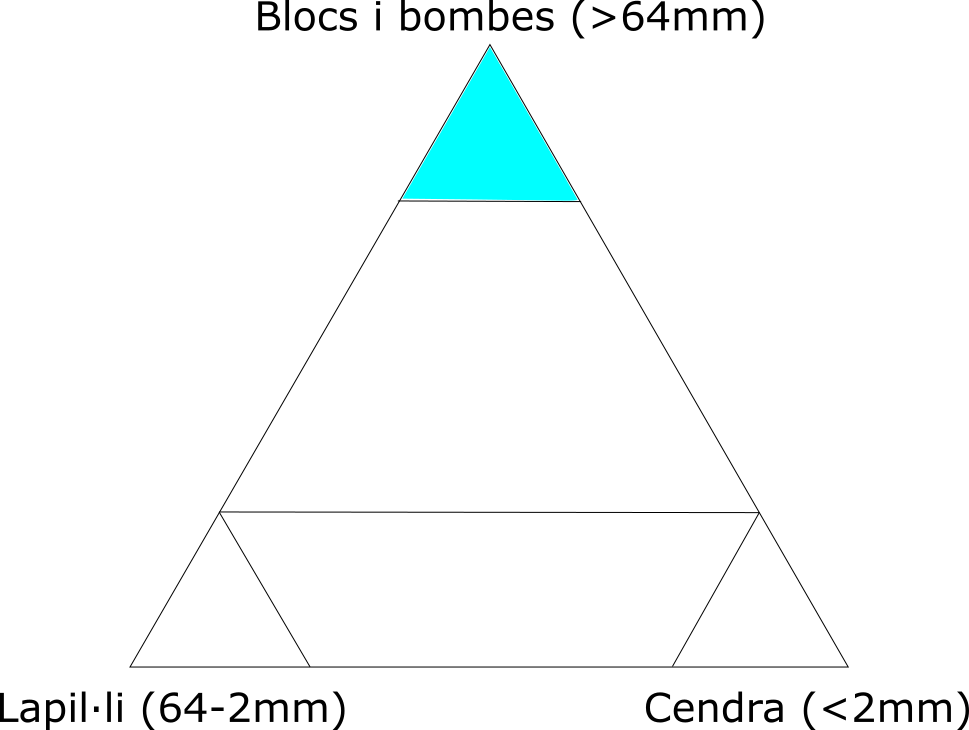
Diagrama de les roques piroclàstiques
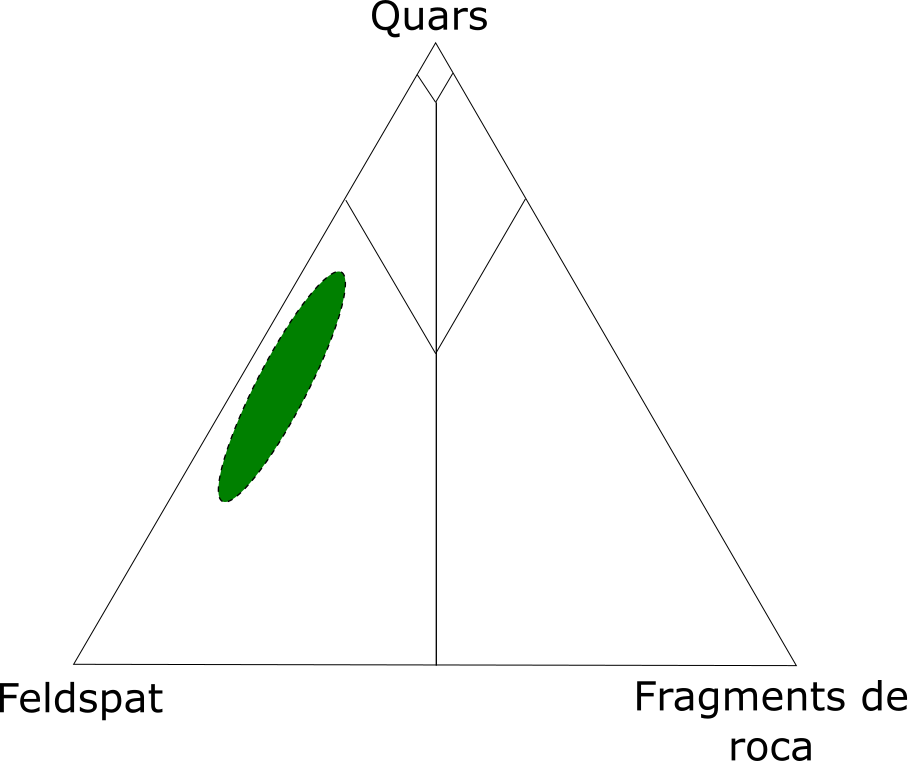
Diagrama de Pettijohn et al., 1997
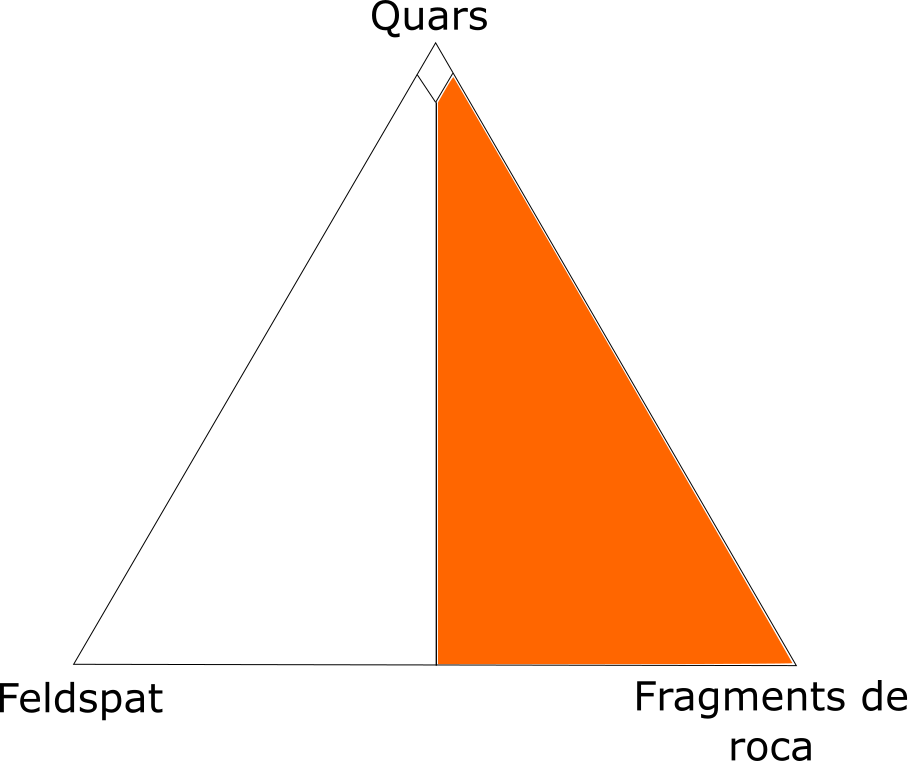
Diagrama de classificació dels wackes

| Index A B C D E F G H I J K L M N O P Q R S T U V W X Y Z |
| Referències • Enllaços externs                            |

## A
| Nom de la roca          | Anotacions | Minerals essencials | Imatges | Diagrama/esquema |
| ----------------------- | --- | ------------------- | ------- | ---------------- |
| Aglomerat               | «Aglomerat» és el terme utilitzat per a descriure les roques piroclàstiques on més del 75% de material piroclàstic supera els 64 mm de diàmetre i d'aquests, el 50% és arrodonit.                                                                                                |                     |         |                  |
| Antracita               | Carbó amb més d'un 90% de contingut de carboni, sec i sense cendres; conté menys d'un 14% de volàtils. |                     |         |                  |
| Arcosa                  | Gres de silicats que conté com a mínim un 25% de feldespats. | Feldespat           |         |                  |
| Arcosa lítica           | Gres de silicats amb una proporció similar de feldespats i fragments de roca. | Feldespat           |         |                  |
| Arena                   | Sediment clàstic de mida sorra. La majoria de sorres o arenes poden classificar-se com a arenes de silicat. |                     |         |                  |
| Arenita                 | Un gres amb menys d'un 15% de material intersticial de gra fi. |                     |         |                  |
| Arenita lítica          | Una arenita on, com a mínim el 25% del material intersticial són fragments de roca i aquests fragments són més abundants que el feldespat; la resta és quars. | Feldespat, quars    |         |                  |
| Arenita subfeldespàtica | Una arenita on entre el 5 i el 25% del material intersticial és feldespat, i aquest és més abundant que els fragments de roca; la resta és quars. | Feldespat, quars    |         |                  |
| Arenita sublítica       | Una arenita on entre el 5 i el 25% del material intersticial són fragments de roca, i aquests són més abundant que els feldespats; la resta és quars. | Feldespat, quars    |         |                  |
| Argil·lita              | Un mudstone amb qualtitats variables de partícules de mida llim; composta predominantment de particules d'argila. | Argiles             |         |                  |
| Argila                  | Un mudstone amb clasts de mida argila. |                     |         |                  |
| Atzabeja                | L'atzabeja (de l'àrab az-zabäga) és una varietat de lignit de color negre, llustrós, molt compacte. S'empra com a gemma. Es va originar a partir de la fusta de les araucariàcies enterrada i sotmesa altes pressions. Degut al seu origen orgànic és considerat un mineraloide. |                     |         |                  |
| Asfaltita               | Asfaltita és el nom que reben aquelles roques riques en betum. |                     |         |                  |

## B
| Nom de la roca      | Anotacions | Minerals | Imatges | Diagrama/Esquema |
| ------------------- | --- | -------- | ------- | ---------------- |
| Bindstone           | Roca constituïda per elements orgànics, units durant la deposició, de tipus incrustant i cimentant.                                                                                             |          |         |                  |
| Blackband ironstone | Varietat fosca de mudstone de ferro que conté clasts de siderita i prou mateial carbonatat (10-20%) per a autocalcinar-se.                                                                      |          |         |                  |
| Boundstone          | Els boundstone són roques on els components originals van ser incrustats junts per l'acció de plantes o animals en posició de creixement.                                                       |          |         |                  |
| Bretxa              | Les bretxes són roques clàstiques amb fragments angulars de mida grollera, poden formar-se a través d'una gran quantitat de processos geològics.                                                |          |         |                  |
| Bretxa piroclàstica | El terme «bretxa piroclàstica» es refereix a aquelles roques piroclàstiques en les quals més del 75% de fragments piroclàstics superen els 64 mm de diàmetre i com a mínim el 50% són angulars. | Variable |         |                  |
| Bretxa-tuf          | Roca piroclàstica on, com a mínim, hi ha un 25% de cada una de les divisions de fragment principal (en aquest cas lapil·li).                                                                    | Variable |         |                  |

## C
| Nom de la roca        | Anotacions | Minerals essencials | Imatges | Diagrama/Esquema |
| --------------------- | --- | ------------------- | ------- | ---------------- |
| Calcarenita           | Les calcarenites són roques calcàries compostes per més d'un 50% de sorra detrítica (transportada) de mides entre 0,0625 i 2 mm de diàmetre) i grans de carbonat. Aquests grans són de coralls, conquilles, ooides, intraclasts, fragments de roca carbonàtica o combinacions d'aquests.                                                      | Calcita, dolomita…  |         |                  |
| Calcària              | Roca sedimentària carbonàtica on el material dominant és el carbonat de calci. Segons la seva composició pot ser classificada com a calcària d'oncoids, peloids, pisoides… Segons la seva estructura i textura pot classificar-se en wackestone calcític, mudstone, grainstone…                                                               | Calcita, aragonita  |         |                  |
| Carbó                 | Roca rica en matèria orgànica amb com a mínim un 50% de cendra o més del 50% de matèria orgànica. Generalment es forma a partir de les restes de plantes. |                     |         |                  |
| Carbó bituminós       | Carbó amb entre un 75 i un 90% de contingut de carboni lliure de cendres seques i entre un 14 i un 46% de volàtils. |                     |         |                  |
| Carbó Bone            | Carbó impur amb argila disseminada a través de la matèria orgànica. Es pot reconèixer pel seu aspecte opac i gris. |                     |         |                  |
| Carbó Boghead         | Carbó sapropèl·lic marronós ric en alginita i amb petites miospores. |                     |         |                  |
| Carbó canal - boghead | Carbó intermedi entre el carbó del canal i el carbó de boghead, amb més miospores que no pas alginita. |                     |         |                  |
| Carbons húmics        | Els carbons húmics es formen a partir de torba. Aquests carbons presenten un contingut baix en hidrogen. |                     |         |                  |
| Carbons impurs        | Els carbons impurs contenen entre un 15 i un 50% de cendra (o entre un 50 i un 85% de matèria orgànica). |                     |         |                  |
| Carbó sapropèl·lic    | Carbó de gra fi, de lleugerament estratificat a homogeni i massiu. |                     |         |                  |
| Carniola              | Les carnioles, també anomenades dolomies cavernoses, són roques carbonàtiques, generalment dolomies o calcàries dolomítiques cel·lulars o cavernoses. Presenten les cavitats plenes de materials tous o solubles de fàcil despreniment. Les carnioles corresponen a l'estructura d'una bretxa anhidrítica, cimentada per diferents carbonats. | Dolomita, calcita   |         |                  |
| Chert                 | Chert és la denominació anglesa amb què es designa una concreció, de tons generalment clars, en les roques sedimentàries parcialment silicificades i dins de masses calcàries que contenen una mescla de calcedònia i calcita. | Òpal, quars         |         |                  |
| Chert opalí           | Un chert on el contingut se sílice ve donat per òpal A, òpal CT i òpal C. | Òpal, quars         |         |                  |
| Chert quarsític       | Un chert amb on el contingut de sílice ve donat predominantment per quars (88-98%). | Quars               |         |                  |
| Clarain               | Carbó bituminós finament laminat amb bandes brillants a semibrillants. En general presenta una lluïsor sedoda. |                     |         |                  |
| Conglomerat bretxòs   | Roca sedimentària clàstica amb una mida de gra de grava amb clasts tant angulars com arrodonits. |                     |         |                  |
| Coquina               | Roca sedimentaria composta d'agregats no consolidats, pobrament cimentats, de conquilles, esquelets de coralls i fragments d'aquests, que han estat fracturats mecànicament per processos naturals (onades, tempestes…). | Calcita, aragonita… |         |                  |
| Creta                 | La creta (en anglès:Chalk) és una roca sedimentària blanca i porosa, una forma de pedra calcària composta pel mineral calcita. Es forma sota condicions marines profundes per l'acumulació gradual de petites plaques de calcita (cocòlits) posades per microorganismes anomenats cocolitòfors.                                               | Calcita             |         |                  |

## D
| Nom de la roca | Anotacions | Minerals essencials | Imatges | Diagrama/Esquema |
| -------------- | --- | ------------------- | ------- | ---------------- |
| Diamictita     | Roca sedimentària clàstica mal classificada que conté una àmplia gamma de mides de clast. |                     |         |                  |
| Diatomita      | Roca silícica composta predominantment de diatomees i amb una porositat superior al 50%. | Òpal, quars         |         |                  |
| Dolomia        | Roca sedimentària carbonàtica on els minerals dominants són la dolomita o l'ankerita. Segons la seva composició pot ser classificada com a dolomia d'oncoids, peloids, pisoides… Segons la seva estructura i textura pot classificar-se en wackestone dolomític, mudstone, grainstone… | Dolomita, ankerita  |         |                  |
| Durain         | Carbó bituminós en bandes; presenta una lluïssor mat a lleugerament grasa. Tendeix a trencar-se en fragments grossos. |                     |         |                  |

## E
| Nom de la roca | Anotacions | Minerals essencials                 | Imatges | Diagrama/Esquema |
| -------------- | --- | ----------------------------------- | ------- | ---------------- |
| Esparita       | L'esparita és una roca carbonàtica sedimentària constituïda essencialment per cristalls de més de 10 micres.                                                    |                                     |         |                  |
| Espiculita     | Les espiculites són roques silíciques compostes predominantment per espícules d'esponges amb una porositat superior al 50%.                                     |                                     |         |                  |
| Evaporita      | Les evaporites són roques sedimentàries que contenen sals no carbonatades. Les evaporites es formen per la precipitació de sals a conseqüència de l'evaporació. | Halita, silvinita, carnalita, guix… |         |                  |

## F
| Nom de la roca           | Anotacions | Minerals essencials          | Imatges | Diagrama/Esquema |
| ------------------------ | --- | ---------------------------- | ------- | ---------------- |
| Floatstone               | Calcària constituïda per elements al·lòctons calcaris de mida superior als 2 mm i caracteritzada per una estructura de suport de fang calcari. És un paraconglomerat calcari. | Calcita                      |         |                  |
| Formació de ferro bandat | Les formacions de ferro bandat (també BIF de l'anglès Banded Iron Formations) són roques riques en ferro d'edat precambriana (gairebé sempre). S'associen predominantment al gran event d'oxigenació (GOE). Consisteixen en capes fines de pocs mm a pocs cm de gruix. Estan compostes per magnetita i hematites alternades amb shales i cherts pobres en ferro. | Hematites, magnetita, quars  |         |                  |
| Fosforita                | Les fosforites són sediments rics en fosfats litificats. Segons els seus components, es poden classificar en fosforites de microoncoids, de peloids, de pisoides, d'oncòlits... |                              |         |                  |
| Framestone               | Roca constituïda per una estructura rígida de colonies, conquilles i/o esquelets. Les cavitats internes estan reblertes per sediments fins. | Calcita, dolomita, aragonita |         |                  |
| Fusain                   | Carbó bituminós negre, suau i friable que s'assembla molt al carbó vegetal. |                              |         |                  |

## G
| Nom de la roca | Anotacions | Minerals essencials | Imatges | Diagrama/esquema |
| -------------- | --- | --- | ------- | ---------------- |
| Geiserita      | Les geiserites són un tipus de sílice opalina que es troba en deus calentes i en guèisers; quan la geiserita és botrioïdal es coneix com a fiorita.                                                                                  | Òpal |         |                  |
| Grainstone     | Roca bioquímica/química granosuportada que no conté micrita. | Calcita, aragonita, dolomita…                                                                                          |         |                  |
| Grauvaca       | Són wackes generalment paleozoics que consisteixen en grans de quars, feldespat i altres fragments lítics mal ordenats en una matriu d'argila compacta. Es dipositen en esllavissades submarines o a conseqüència de forts corrents. | Feldespat, quars, hornblenda, apatita, calcita, clorita, epidota, granat, biotita, pirita, augita, titanita, turmalina |         |                  |
| Grava          | Les graves són sediments clàstics de mida de grava. | |         |                  |
| Gres           | Els gresos són roques sedimentàries clàstiques de mida de sorra. La majoria de gresos es poden clasificar com a gresos de silicat.                                                                                                   | |         |                  |
| Guano          | Fosforites formades a partir dels excrements d'aus o ratpenats. | Fosfats |         |                  |
| Guix           | Roca constituïda principalment per guix. | Guix |         |                  |

## H
| Nom de la roca | Anotacions | Minerals essencials | Imatges | Diagrama/Esquema |
| -------------- | --- | ------------------- | ------- | ---------------- |
| Halita         | Roca evaporítica constituïda majoritàriament per halita. | Halita              |         |                  |
| Hulla          | L'hulla és un carbó amb una riquesa entre el 75% i el 90% i un contingut en volàtils que oscil·la entre el 14% i el 46%. és de millor qualitat que el lignit però de pitjor qualitat que l'antracita. |                     |         |                  |

## I
| Nom de la roca | Anotacions | Minerals essencials                    | Imatges | Diagrama/Esquema |
| -------------- | --- | -------------------------------------- | ------- | ---------------- |
| Ironstone      | Els ironstones són sediments rics en ferro litificats. També poden ser creats per reemplaçament químic. Segons la seva constitució poden anomenar-se ironstone de pelisoides, peloids, oncòlits, ooides... També mudstone fèrric, packstone, wackestone... El terme «ironstone» comprèn les BIF. | Goetita, hematites, limonita, siderita |         |                  |

## J
| Nom de la roca | Anotacions | Minerals essencials | Imatges | Diagrama/Esquema |
| -------------- | --- | ------------------- | ------- | ---------------- |
| Jaspi          | El jaspi és un agregat de quars microgranular i/o calcedònia i altres minerals. És una varietat de sílice impura i opaca. Sovint presenta colors vermells, grocs, marrons o verds. | Quars, calcedònia   |         |                  |

## L
| Nom de la roca                     | Anotacions | Minerals essencials                   | Imatges | Diagrama/Esquema |
| ---------------------------------- | --- | ------------------------------------- | ------- | ---------------- |
| Lamalginita                        | Són sapropel·lites on la matèria algàcia es produeix en làmines molt primes interposades amb matèria mineral. |                                       |         |                  |
| Lapil·listone                      | Roca piroclàstica on més del 75% dels fragments piroclàstics són lapil·li. | Variable                              |         |                  |
| Lapil·listone de calciocarbonatita | Lapil·listone amb els lapil·li de composició calcio-carbonatada cimentats per calcita. | Calcita                               |         |                  |
| Lapil·li-cendra                    | «Lapil·li-cendra» és el terme utilitzat per a les tefres en les quals entre un 25 i un 75% dels fragments piroclàstics són lapil·li (entre 64 i 2 mm). | Variable                              |         |                  |
| Lapil·li-tefra                     | Lapil·li-tefra és el nom emprat per a les tefres en les quals més del 75% dels fragments piroclàstics són lapil·li (entre 64 i 2 mm). | Variable                              |         |                  |
| Lapil·li-tuf                       | Lapil·li-tuf o tuf lapíl·lic és la denominació que reben les roques piroclàstiques amb entre un 25 i un 75% de fragments piroclàstics classificats com a lapil·li (entre 64 i 2 mm). | Variable                              |         |                  |
| Laterita                           | Subsòl altament meteoritzat i generalment endurit. Habitualment presenta color vermell per la presència d'òxids i hidròxids de ferro. Sol desenvolupar-se en regions tropicals i climes càlids. |                                       |         |                  |
| Lignit                             | El lignit és una varietat del carbó de qualitat intermèdia entre el carbó de torba i el bituminós. Normalment té un color negre i una estructura fibrosa o llenyosa. Té una capacitat calorífica inferior (17200 KJ/kg) a la del carbó comú a causa del contingut en aigua (43,4%) i baix en carboni (37,8%). L'alt contingut de la matèria volàtil (18,8%) provoca la desintegració del lignit exposat a l'aire. El lignit és torba que ha estat comprimida sota terra. La pressió ha expulsat la major part de l'aigua. Encara es poden observar algunes restes vegetals. |                                       |         |                  |
| Lignit marró                       | Lignit marró amb una lluïssor terrosa, molts són bandejats i presenten textura fibrosa. |                                       |         |                  |
| Lignit negre                       | Lignit marró fosc a negre amb una lluïssor sedosa. És molt més dur que el lignit marró. |                                       |         |                  |
| Limolita                           | La limolita, en anglès: siltstone és una roca sedimentària que té la mida del seu gra en el rang del llim, més fi que en la pedra sorrenca i més gruixut que en la pedra argilosa. |                                       |         |                  |
| Llim                               | Els llims són sediments clàstics de mida llim. |                                       |         |                  |
| Loessita                           | Roca formada a partir de la consolidació del loess, un sediment eòlic de gra molt fi en contextos glacials. | Quars, feldespat, mica, hornblenda... |         |                  |
| Lumaquel·la                        | Roques sedimentàries formades per l'acomulació de closques de mol·luscs. |                                       |         |                  |

## M
| Nom de la roca | Anotacions | Minerals essencials | Imatges | Diagrama/Esquema |
| -------------- | --- | ------------------- | ------- | ---------------- |
| Marga          | Les margues són fangs calcio-carbonatats amb partícules entre l'argila i el llim que s'han litificat.                                                                               | Calcita             |         |                  |
| Margocalcària  | Roca sedimentària detrítico-carbonatada o de precipitació química formada per carbonat càlcic (65 a 90%) i minerals de l'argila. Solen contenir motlles, microfòssils i conquilles. | Calcita             |         |                  |
| Microespar     | Roca composta de cristalls carbonatats escarpats obliterants, típicament en mosaics tipus blocky, amb una mida de cristalls dintre del rang 4-32μm.                                 | Calcita             |         |                  |
| Mudstone       | El mudstone o fangolita és una roca sedimentària clàstica fangosa. Aquest terme pot anar acompanyat de la composició de la roca: mudstone calcàri, dolomític...                     | Calcita, dolomita…  |         |                  |

## O
| Nom de la roca  | Anotacions | Minerals essencials | Imatges | Diagrama/Esquema |
| --------------- | --- | ------------------- | ------- | ---------------- |
| Olistostroma    | Els olistostromes són dipòsits sedimentaris compostos per masses caòtiques i heterogènies de blocs i fang, coneguts com a olistòlits. El cos format és semifluid i es diposita per gravetat submarina.                                                      |                     |         |                  |
| Oòlit           | Un oòlit, literalment «ou de pedra» és una roca sedimentària formada a partir de grans esfèrics d'ooides compostos per capes concèntriques. El nom deriva del grec òoion que significa ou. Estrictament, els oòlits consten d'ooides de diàmetre 0,25–2 mm. |                     |         |                  |
| Ortoconglomerat | Els ortoconglomerats són conglomerats on els clasts amb mida de grava estan en contacte els uns amb els altres. |                     |         |                  |
| Ortoquarsita    | Les ortoquarsites són gresos quarsítics endurits compostos essencialment per quars (amb chert o sense). No presenten matriu de gra fi o en presenten poca.                                                                                                  | Quars               |         |                  |

## P
| Nom de la roca           | Anotacions | Minerals essencials           | Imatges | Diagrama/Esquema |
| ------------------------ | --- | ----------------------------- | ------- | ---------------- |
| Packstone                | Els packstones són roques bioquímiques/químiques granosuportades amb espais intergranulars suportats per matriu. | Calcita, aragonita, dolomita… |         |                  |
| Paraconglomerat          | Els paraconglomerats són conglomerats on els clasts amb mida de gra de grava es troben separats entre ells per una matriu abundant. |                               |         |                  |
| Pedra argilosa           | Les pedres argiloses (en anglès claystone) són roques sedimentàries clàstiques que estan compostes principalment per partícules de la mida de l'argila (de menys d'1/256 mil·límetres de diàmetre). Segons la seva composició mineralògica poden anomenar-se pedra argilosa de caolinita, esmectita, montmoril·lonita… |                               |         |                  |
| Peperita                 | «Peperita» és el terme genèric que s'aplica a les roques formades per la fracturació in situ d'un magma que intrueix i es barreja amb sediments humits no consolidats. La roca pot presentar clasts volcànics tot formant textura jigsaw.                                                                              |                               |         |                  |
| Pisòlit                  | Roca, subesfèrica, d'estructura interna laminada concèntrica al voltant d'un nucli preexistent de carbonat càlcic (de vegades d'òxids de ferro), de mida més gran que un oòlit (> 2 mm), com la d'un pèsol. | Calcita                       |         |                  |
| Porcel·lanita            | Roca argilosa semivitrificada semblant al jaspi, composta de mullita i altres silicats, així com òxids d'alta temperatura. Es forma degut a les altes temperatures al per exemple cremar carbó, o als focs de mina. | Òpal                          |         |                  |
| Porcel·lanita opalina    | Porcel·lanita formada majoritàriament per òpal A, òpal CT, cristobalita i tridimita. | Òpal, cristobalita, tridimita |         |                  |
| Porcel·lanita quarsítica | Porcel·lanita formada majoritàriament per quars. | Quars, òpal                   |         |                  |
| Pseudoespar              | Roca composta gairebé totalment de ciment carbonatat fibrós radial de calcita (normalment) o altres carbonats. | Calcita i altres carbonats    |         |                  |

## Q
| Nom de la roca | Anotacions | Minerals essencials | Imatges | Diagrama/Esquema |
| -------------- | --- | ------------------- | ------- | ---------------- |
| Quarsoarenita  | Les quarsoarenites són arenites amb menys d'un 5% de feldespat i menys d'un 5% de fragments lítics; la resta de material és quars. | Quars               |         |                  |

## R
| Nom de la roca                | Anotacions | Minerals essencials | Imatges | Diagrama/Esquema |
| ----------------------------- | --- | ------------------- | ------- | ---------------- |
| Radiolarita                   | Les radiolarites són roques silíciques compostes predominantment per radiolaris i amb una porositat major del 50%. |                     |         |                  |
| Roca carbonatada              | Les roques carbonatades són roques sedimentàries on el carbonat conforma més del 50% del sediment que les constitueix. Perquè una roca pugui ser classificada com roca carbonàtica sedimentaria, com a mínim un 50% del carbonat no ha d'incloure el ciment carbonatat secundari. | Carbonats           |         |                  |
| Roca sodiocarbonatada         | Les roques sodiocarbonatades es formen a partir de la precipitació primària de minerals carbonats de sodi. |                     |         |                  |
| Roques sedimentàries hibrides | Les roques sedimentàries hibrides són roques sedimentàries amb tres o més components, cadascun dels quals forma més d'un 5% i menys d'un 50% del total. |                     |         |                  |
| Rudstone                      | Calcària de la classificació de Dunham, que, de fet, és un conglomerat d'elements calcaris i ciment-matriu també calcària amb una estructura de suport de còdols. | Calcita             |         |                  |

## S
| Nom de la roca | Anotacions | Minerals essencials | Imatges | Diagrama/Esquema |
| -------------- | --- | ------------------- | ------- | ---------------- |
| Sapropel·lita  | La sapropel·lita és una roca sedimentaria amb entre un 8 i un 50% de matèria sapropèl·lica rica en alginita. |                     |         |                  |
| Shale          | «Shale» és el terme, en anglès, per una roca sedimentària clàstica de gra fi composta per fang que és una mescla de minerals argilosos i petits fragments d'altres minerals amb partícules de la mida del llim, especialment quars i calcita. És la roca sedimentària més comuna al món. |                     |         |                  |
| Shale negra    | Les shales negres (en anglès Black shale) són una varietat de shale que conté abundant matèria orgànica, pirita i a vegades nòduls de carbonat; en algunes localitats també presenten concentracions de coure, níquel, urani o vanadi.                                                   |                     |         |                  |
| Sílex          | El sílex és una forma sedimentària criptocristal·lina del quars, també anomenada pedrenyal en la seva varietat nodular de color negre. És formada principalment per diòxid de silici (SiO₂). És una roca de gran duresa (7 en l'escala de Mohs).                                         |                     |         |                  |
| Silvinita      | Roca constituïda essencialment per silvita. | Silvita             |         |                  |
| Sinter         | El sinter és una roca silícia de poc pes i que presenta un color blanc opalí. |                     |         |                  |

## T
| Nom de la roca | Anotacions | Minerals essencials | Imatges | Diagrama/Esquema |
| -------------- | --- | ------------------- | ------- | ---------------- |
| Til·lita       | Roca sedimentaria que consisteix en mases consolidades de blocs no aclimatats (grossos, angulars, despresos...) i de tills glacials (roques sense classificar i no estratificades dipositades per gel glacial). | Quars, feldespat    |         |                  |
| Tova calcària  | Roca calcària formada per la precipitació de carbonats en aigua a temperatura ambient. |                     |         |                  |
| Travertí       | Pedra tosca lleugera causada per la incrustació de molses i herbes en calcària als llocs d'emergència d'algunes fonts, habitualment calentes.                                                                   |                     |         |                  |
| Turbidita      | Es diu turbidita el dipòsit sedimentari o formació geològica generada per un corrent de terbolesa en medis submergits ja siguin oceans, mars o llacs.                                                           |                     |         |                  |

## V
| Nom de la roca | Anotacions | Minerals essencials | Imatges | Diagrama/Esquema |
| -------------- | --- | ------------------- | ------- | ---------------- |
| Vitrain        | El vitrain és un carbó bituminós vitri. Es troba en bandes primes (6-8mm); es trenca en fragments cúbics i presenta una fractura concoïdal. |                     |         |                  |

## W
| Nom de la roca    | Anotacions | Minerals essencials | Imatges | Diagrama/Esquema |
| ----------------- | --- | ------------------- | ------- | ---------------- |
| Wacke de quars    | El wacke de quars és un wacke amb menys del 5% de feldespats i amb menys d'un 5% de fragments de roca on tota la resta de material és quars.                | Feldespat, quars    |         |                  |
| Wacke feldespàtic | Wacke on, com a mínim, el 5% de material intersticial és feldespat; i aquest és més abundant que els fragments de roca; la resta de material és quars.      | Feldespat, quars    |         |                  |
| Wacke lític       | Wacke on, com a mínim, el 5% de material intersticial són fragments de roca; i aquests són més abundants que els feldespats; la resta de material és quars. | Feldespat, quars    |         |                  |
| Wackestone        | Roca bioquómica/química suportada per la matriu que conté menys del 75% de patrtícules amb mida fang (< 32μm); normalment carbonats.                        | Calcita             |         |                  |